# Ethnic Cleansing
Ethnic Cleansing é um jogo de tiro em primeira pessoa para computadores Microsoft Windows , criado pela organização norte-americana nacionalista branca National Alliance (e publicado por sua gravadora Resistance Records) em 21 de janeiro de 2002.
O jogo retrata o início de uma "Guerra Racial" onde sua pele é seu uniforme, baseando-se em teorias da conspiração o jogo o coloca para salvar a raça branca de uma conspiração de judeus e negros que estão atacando e estuprando pessoas brancas.
Ethnic Cleansing seria o primeiro de uma longa linha de jogos nacionalistas brancos(neonazistas) a serem lançados pela Resistance Records, porém somente uma continuação foi feita, White Law.

## Jogabilidade
O jogador pode escolher entre três personagens jogáveis: Will, o protagonista do jogo que aparece na capa, menu e demais mídias do jogo além de um Skinhead e um Klansman. O jogador também pode escolher que tipo de trilha sonora irá tocar durante sua gameplay que incluí diferentes estilos de músicas, principalmente músicas racistas desde o tradicional estilo de música skinhead Oi até o estilo de música Country(onde são tocadas faixas do cantor e compositor racista americano Johnny Rebel). Podendo alternar entre primeira e terceira pessoa o jogador tem acesso a apenas uma metralhadora e combate inimigos negros, judeus e latinos, todos representados com estereótipos racistas. Os inimigos negros emitem sons de macacos ao serem atingidos(lembrando que na capa do jogo é dito que as vozes dos negros foram capturadas em locais com negros reais.) enquanto inimigos judeus gritam "Oy Vey" ao serem mortos.

## Polêmica
Embora tenha recebido pouca ou nenhuma atenção da grande mídia, o jogo foi imediatamente controverso entre os americanos de ambos os lados do espectro político. A Liga Anti-Difamação , uma organização antirracista que cobre especialmente o antissemitismo , divulgou a existência do jogo e, sem sucesso, pressionou os desenvolvedores do Genesis3D a alterar suas condições de licenciamento para proibir o uso do mecanismo para desenvolver jogos racistas. Eles pressionaram a Interactive Digital Software Association para encorajar seus membros a adotar tais políticas.
A recepção do jogo pelos críticos foi extremamente negativa. Em janeiro de 2003, Stuff nomeou Ethnic Cleansing o 40º videogame mais controverso de todos os tempos. A equipe opinou que apenas "crianças muito estúpidas" seriam suscetíveis à sua mensagem e que faria os jogadores se sentirem como "idiotas de mente pequena". Complex  e UGO o classificaram como o videogame mais racista da história. O escritor da equipe da UGO , K. Thor Jensen, o chamou de "profundamente estúpido".
William Luther Pierce, líder da National Alliance, estimou que "algumas milhares" de cópias do jogo foram vendidas dentro de um mês de seu lançamento e que 90% dos consumidores eram adolescentes brancos.
Atualmente, o jogo está proibido de ser transmitido no serviço de transmissão ao vivo Twitch.

## Jogos similares
- Um outro jogo foi criado pela National Alliance e distribuído pela Resistence Records, cujo nome é White Law (Lei Branca). Foi lançado em 2003 para PC.
- Outro jogo racista feito por Jim Ramm e distribuído pela National Socialist Movement se chama Zogs' Nightmare. Ele foi lançado em 2006, utilizando a engine FPS Creator, o jogo teve mais duas sequências lançadas respectivamente em 2007 e 2013.[12]
- Alguns dos mais recentes jogos inspirados por Ethnic Cleansing foram Angry Goy e Angry Goy 2 lançados respectivamente em 2017 e 2018, desenvolvidos pela Wheel Maker Studios e distribuídos gratuitamente na internet.[13]
- Wikipédia:Ethnic Cleansing(english).